# Méthode des moments (probabilité)
Pour les articles homonymes, voir Méthode des moments.
En mathématiques et plus particulièrement en théorie des probabilités, la méthode des moments consiste à prouver une convergence en loi en démontrant la convergence de tous les moments. 
Soit X une variable aléatoire réelle dont tous les moments existent, c'est-à-dire
{\displaystyle \operatorname {E} |X^{k}|<\infty ~~~\forall k\geq 1}.
Supposons que la loi de X soit complètement déterminée par ses moments, c'est-à-dire que si Y est une autre variable aléatoire telle que
{\displaystyle \mathbb {E} [X^{k}]=\mathbb {E} [Y^{k}]~~\forall k\geq 1}
alors X et Y ont la même loi. 
Sous ces conditions, si (Xn) est une suite de variables aléatoires telle que
{\displaystyle \lim _{n\to \infty }\operatorname {E} [X_{n}^{k}]=\operatorname {E} [X^{k}]}
pour toutes les valeurs de k, alors la suite (Xn) converge en loi vers X.
La méthode des moments a été introduite par Pafnuty Chebyshev pour prouver le théorème central limite ; Chebyshev a cité des contributions antérieures d'Irénée-Jules Bienaymé. Plus récemment, elle a été appliquée par Eugene Wigner pour prouver la loi du demi-cercle et a depuis trouvé de nombreuses applications dans la théorie des matrices aléatoires.